# Антиох (военачальник лучников Александра Македонского)
Антиох (др.-греч. Ἀντίοχος) — командир отряда лучников (токсарх) в начале Восточного похода Александра Македонского.
Антиох, предположительно, по происхождению был македонянином. В 334/333 году до н. э. он сменил на посту командира лучников Клеандра или Клеарха. В битве при Иссе 333 года до н. э. он находился со своим отрядом на правом фланге в числе других застрельщиков — лёгкой конницы-продромы Протомаха и пеонов Аристона. В 332/331 году до н. э. Антиох умер от неизвестных причин в Египте. На его место Александр назначил критянина Омбриона.